# Colonisation de la Bessarabie

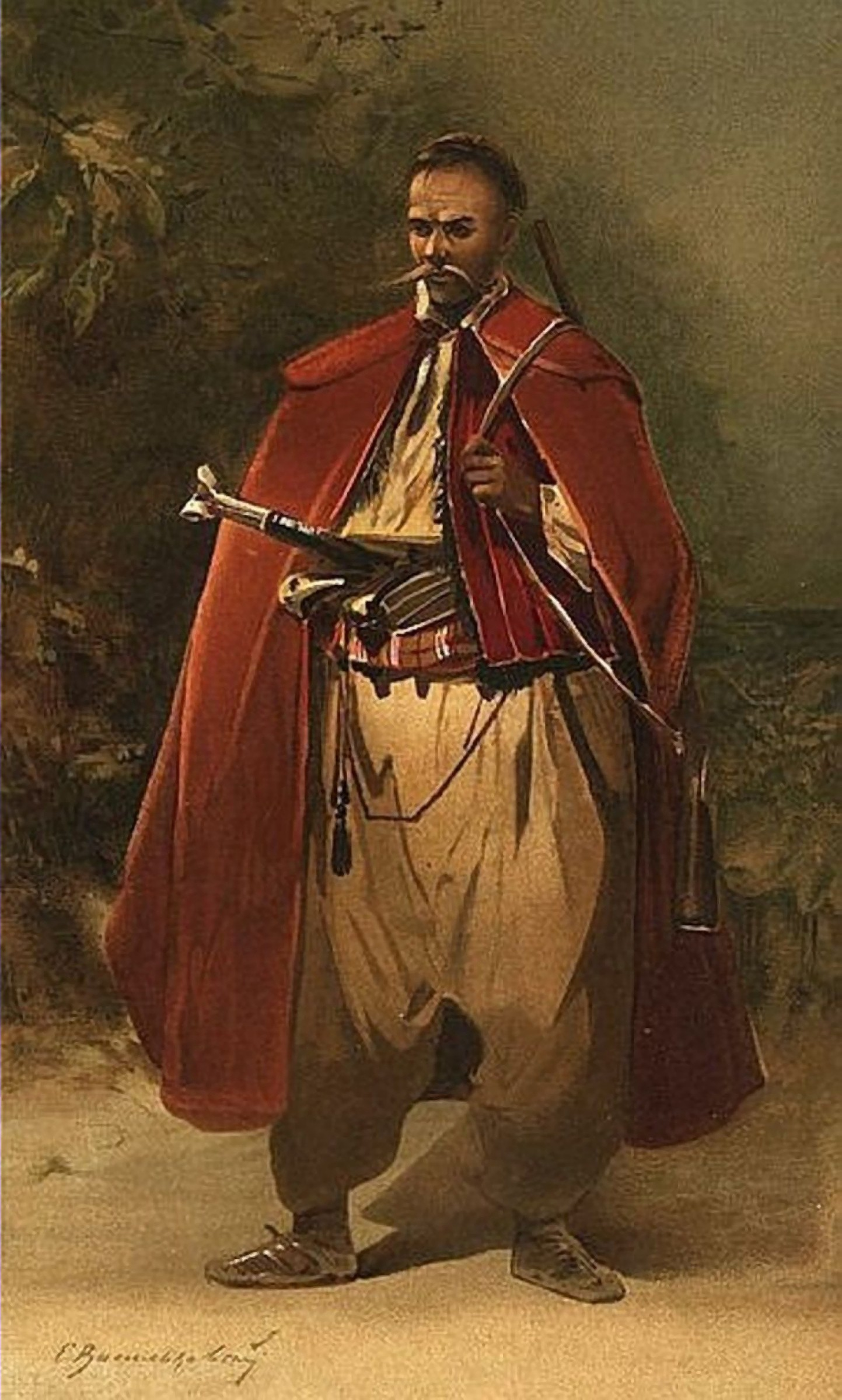
Un cosaque de Bessarabie au XIXe siècle.

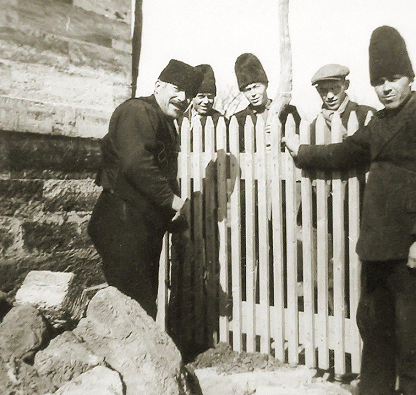
Allemands de Bessarabie dans les années 1930.

La colonisation de la Bessarabie fut un processus d’immigration, de colonisation et d’acculturation qui s’est déroulé de 1812 à 1917 en Bessarabie tsariste, dans l’empire russe, et de 1940 à 1941 puis de 1944 à 1990 en Bessarabie soviétique, dans l’URSS. Cette colonisation a eu des effets durables sur la population et la structure ethnique de cette moitié orientale du territoire moldave.
La domination russe soutenait une politique d’immigration des populations venant de Nouvelle-Russie, ce qui conduit à des changements majeurs dans la structure ethnique de cette région. Sur le plan territorial, l’immigration ne fut pas uniforme. Elle fut intense dans le nord et le sud de la Bessarabie, dans les anciennes rayas (marches militaires) turques que les Ottomans avaient razziées, en partie dépeuplées de leurs paysans sédentaires chrétiens et concédées aux Tatars musulmans nomades pour qu’ils en fassent des pâturages pour leurs chevaux et leurs ovins : ce fut le cas autour de Hotin, de Cetatea Albă et dans le Boudjak où, après le départ des musulmans consécutif à l’annexion russe, les colons arrivèrent en masse et devinrent plus nombreux que les autochtones roumanophones. En revanche, dans le centre du pays, administré jusqu’en 1812 par la principauté de Moldavie, les autochtones roumanophones, dits Moldaves, sont restés majoritaires, notamment en milieu rural : la colonisation fut plus modérée et se concentra surtout dans les villes.

## Contexte
L’Empire russe annexe cette partie orientale de la principauté de Moldavie en 1812, à l’issue de la huitième guerre russo-turque, par le traité de Bucarest négocié entre le représentant du Tsar, l’émigré français Alexandre de Langeron, et le représentant ottoman, le phanariote Démètre Mourousi, Grand drogman depuis 1808, et signé par le commandant russe Mikhaïl Koutouzov. En dépit des protestations du hospodar moldave Veniamin Costache, ce traité inaugure 105 ans de domination russe sur ce pays roumain situé entre la rivière Prut et le fleuve Dniestr, comprenant 45 630 km2, avec 5 forteresses (Hotin, Soroca, Orhei, Tighina et Cetatea Albă), 4 ports (Reni, Ismail, Chilia et Cetatea Albă), 17 villes et 695 villages.
La région devient un gouvernement de l’Empire russe sous le nom de gouvernement de Moldavie-et-Bessarabie, ultérieurement abrégé en Bessarabie. À partir de l’annexion, l’Empire russe considère que la Bessarabie doit devenir une terre russe et il en prend les moyens, en plusieurs étapes. Au début, l’autonomie de la Bessarabie est garantie en 1816, et le prince moldave Scarlat Sturdza (ro) est nommé gouverneur, mais il est destitué au bout d’un an, remplacé par des gouverneurs russes et l’autonomie est abolie en 1828.
En 1812, selon des données incomplètes recueillies par les géographes russes, 482 630 habitants vivaient entre Prut et le Dniestr, dont 444 369 personnes étaient des autochtones moldaves, tandis que 38 261 personnes soit 8% étaient des non-roumains : il s’agissait principalement d’Arméniens, de Juifs, de réfugiés Lipovènes, de Polonais, de Tsiganes, d’Ukrainiens (alors dits Ruthènes ou Petits-Russiens) et de Grecs de la mer Noire.

## Colonisation impériale
Le processus de colonisation de la Bessarabie, en particulier des régions méridionales, avait été initié dès avant l’érection officielle de la province en gouvernement de l’Empire russe. En 1812, l’amiral Tchitchagoff informa le tsar Alexandre Ier que son prédécesseur, le général Koutouzoff, avait créé des conditions favorables en Bessarabie, en chassant la totalité des musulmans et une partie des Moldaves du Boudjak vers la Dobroudja, et en aidant les familles des Cosaques du Danube à « s’installer à moindre coût et à la mesure des compétences de la population de ces terres ». Toutefois, une partie des Moldaves qui avaient fui l’invasion russe vers la partie de la Moldavie restée indépendante par peur de « l’esclavage de Moscou » est revenue après que les autorités russes eurent promis de respecter les coutumes moldaves. Ces Moldaves avaient fui le rétablissement du servage pour les autochtones par le tsar Alexandre Ier, servage aboli 63 ans auparavant par le hospodar de Moldavie Constantin Mavrocordato en 1749.
Le « respect des coutumes moldaves » ne dura pas longtemps car une politique de russification fut mise en place : en 1829, l’usage de la « langue moldave » (nom russe du roumain) est interdit dans l’administration où le russe devient obligatoire. En 1833, le « moldave » est interdit dans les églises et, en 1842, dans les établissements d’enseignement secondaire, puis dans les écoles primaires en 1860. Enfin en 1871 le moldave/roumain est purement et simplement interdit dans toute la sphère publique par le même oukase impérial qui érige le territoire en gouvernement. Quant au servage, il ne sera aboli dans l’Empire russe qu’en 1861, mais en Bessarabie il ne concernait que les Moldaves, non les colons qui demeuraient des hommes libres et auxquels l’Empire concédait terres et exemptions d’impôts.

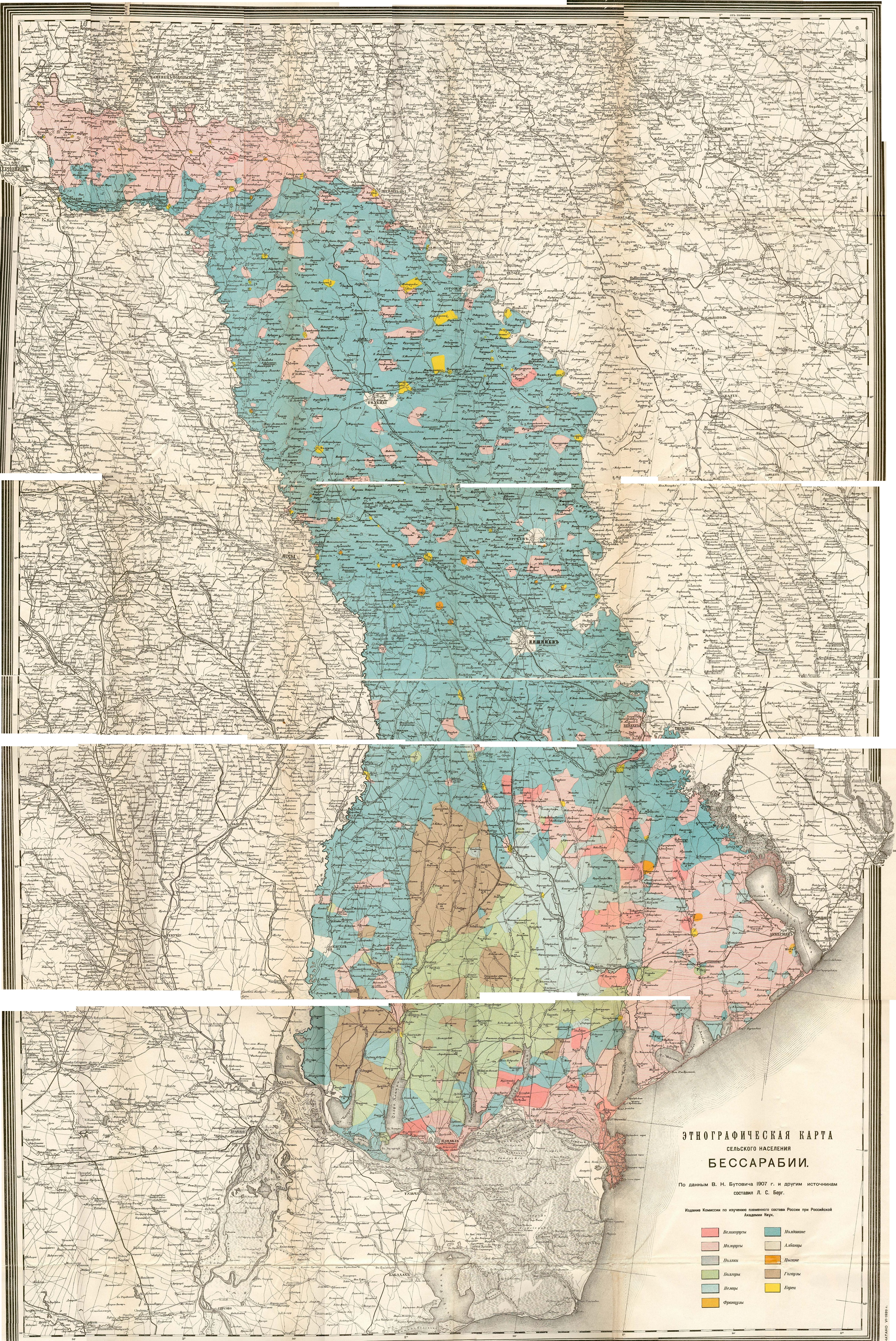
Carte ethnique de la Bessarabie en 1907 par Lev Berg : les colons sont majoritaires dans les anciennes rayas ottomanes (aujourd'hui rattachées à l'Ukraine), les autochtones moldaves roumanophones sont majoritaires dans le territoire resté moldave jusqu'en 1812 (formant aujourd'hui la république de Moldavie).

À partir de 1812, les colons non-moldaves venus peupler la Bessarabie jouissaient de dix avantages dont les autochtones moldaves étaient privés,, :
1. ils reçoivent gratuitement 60 dessiatines (environ 65 hectares) de terre arable par famille ;
2. ils reçoivent une indemnité journalière pour leur nourriture du moment de leur installation en Bessarabie jusqu’à la première récolte ;
3. ils reçoivent aussi un prêt de l’État russe sur dix ans ;
4. la restitution des subsides avancés par la Couronne aux colons se fait après les dix premières années, et se répartit sur les dix suivantes ;
5. ils sont exemptés de taxes pendant dix ans ;
6. ils sont dispensés du service militaire et civil (mais libre à eux de s’y faire inscrire) ;
7. les colons sont assurés d’une totale liberté de culte quelle que soit leur religion, pourvu qu’elle ne fût pas musulmane ;
8. chaque famille a le droit d’importer une fois pour toutes des marchandises à vendre, pour la valeur de 300 roubles ; mais ces marchandises doivent lui appartenir en propre ;
9. chaque famille peut vendre ses biens de quelque nature qu’ils soient, sans payer la douane, mais cela ne l’affranchit pas des dettes qu’elle a pu contracter envers la couronne et ses membres sont considérés comme solidairement débiteurs ;
10. si un colon veut quitter l’Empire russe, il est libre de le faire à sa guise pourvu qu’il paye à l’État, outre ses dettes, le total de trois années d’impôt.

### Russes et Ukrainiens
Des colons russes et ukrainiens sont venus s’installer en Bessarabie en plusieurs étapes :
- avant l’annexion russe de 1812, des chrétiens orthodoxes « vieux-croyants » de langue russe des environs de Kostroma, dits Lipovènes, refusant les réformes religieuses du patriarche Nikon au XVIIe siècle, se réfugièrent dans plusieurs régions hors de l’Empire russe, dont la principauté de Moldavie (dans les environs d’Orhei et de Telenești) et le Boudjak ottoman (notamment autour des limans et dans les bouches du Danube où ils devinrent pêcheurs) ; par ailleurs des Ukrainiens fuyant la conscription et les lourdes corvées des kaisers autrichiens en Galicie ou des tzars russes en Podolie se réfugièrent aussi au XVIIIe siècle dans les rayas de Hotin (au nord) et du Boudjak (au sud) ;
- pendant la guerre russo-turque de 1806-1812, environ 900 familles de paysans russes et ukrainiens fuyant le servage profitèrent du départ des Tatars et des Turcs du Boudjak pour s’y installer : si, en 1812, seulement 312 familles vivaient dans 12 villages russes, en 1822 ce nombre était de 1 248 familles[8],[9] ; outre ces civils, une armée cosaque « du Bas-Danube et du Boudjak » de 10 000 hommes, avec leurs familles, avait déjà été créée en 1807 dans cette région, avant d’être dissoute puis recréée en 1828 avec un régiment d’infanterie et un de cavalerie, établis dans plusieurs villages. Les deux villages cosaques les plus importants du Boudjak furent Nikolaïevka-Novorossiïskaya et Staro-Kazatch. Les chevaux des Tatars, gardés par des Roms, des Moldaves ou des Gagaouzes, leur furent également remis. Le quartier général de cette armée cosaque se trouvait à Akkerman[10] ;
- après l’annexion russe de 1812, d’autres paysans russes et ukrainiens originaires des provinces de Tchernihiv, d’Orel, de Poltava et de Kharkov reçurent l’ordre de s’installer en Bessarabie par décision du Tsar, en 1826. Tous n’ont pas eu droit aux privilèges habituels des colons : certains étaient simples ouvriers agricoles, artisans, ou encore fonctionnaires, commerçants, militaires ou popes. Le premier recensement russe de 1817 indiquait que, dans l’ancienne raya de Hotin, devenue un ouïezd russe, et dans l’est du Boudjak, les Moldaves étaient encore en majorité absolue, mais le nombre des Ukrainiens augmentait, finissant à la fin du siècle par former des masses localement importantes : 53,2% à Hotin et 26,7% à Cetatea Albă (alors appelée Akkerman et aujourd’hui Bilhorod-Dnistrovskyï). De nombreuses cartes linguistiques de la fin du XIXe siècle et du début du XXe siècle montrent une Bessarabie mi-russe, mi-roumaine, s’appuyant sur le recensement russe de 1897 qui n’y décompte, parmi les 1 933 436 habitants, que 47,6 % de Moldaves contre 19,6 % d’Ukrainiens, 11,8 % de Juifs, 8 % de Russes, 5,3 % de Bulgares, 3,1 % d’Allemands et 2,9 % de Gagaouzes[11] : la part de la population autochtone avait donc fortement chuté dans les statistiques, mais il est possible que des Moldaves comprenant l’ukrainien et le russe aient été comptabilisés comme Ukrainiens ou Russes en 1897, car le recensement roumain de 1930 trouve 56,2 % de Roumains/Moldaves, 12,3 % de Russes et 11 % d’Ukrainiens[12].

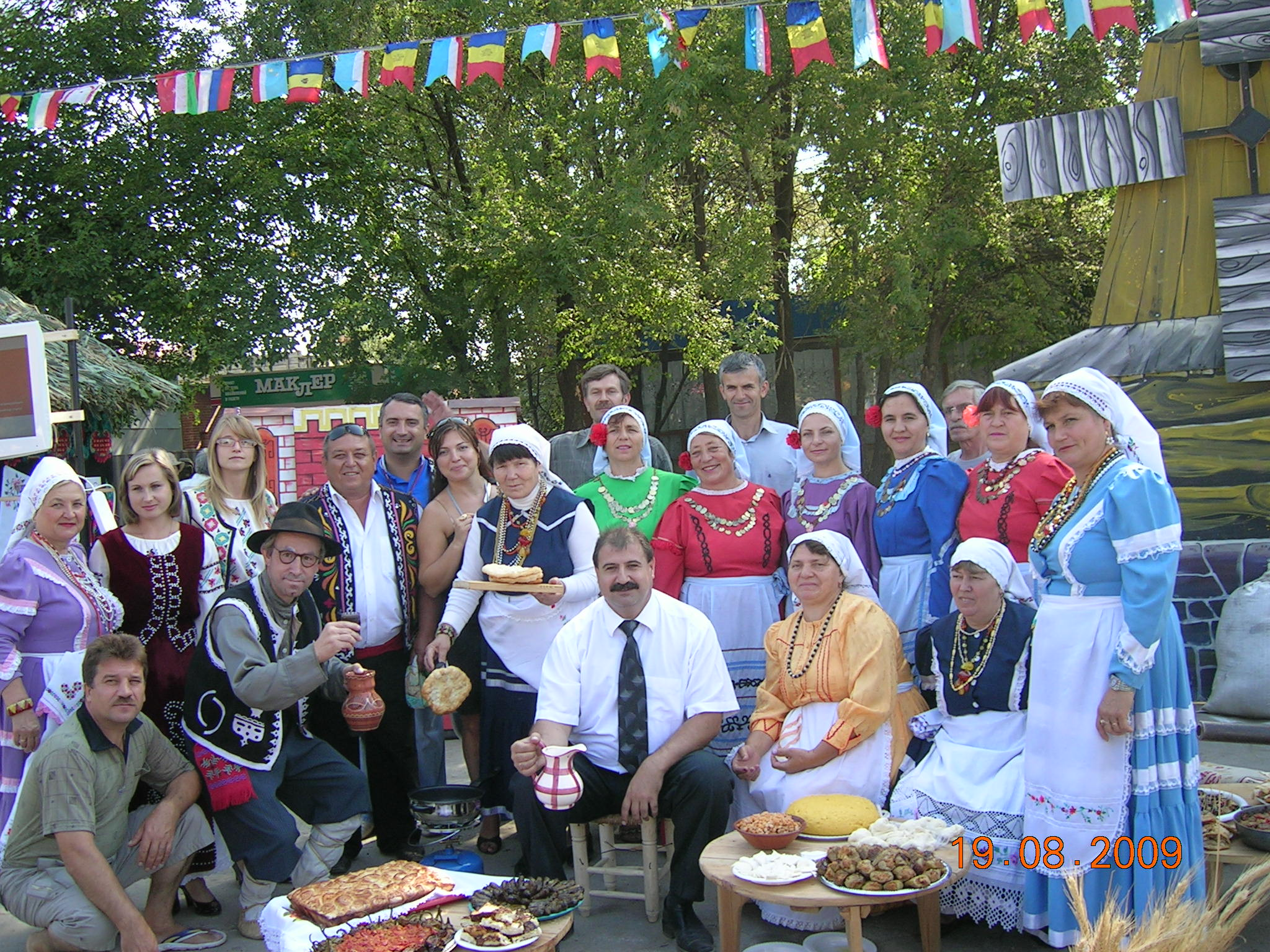
Gagaouzes au XXIe siècle

### Bulgares et Gagaouzes
En 1828, le tsar russe, Alexandre Ier et le sultan ottoman, Mahmoud II s’accordent sur un échange de populations de part et d’autre des bouches du Danube : des Bulgares et la plupart des Gagaouzes, de confession orthodoxe, quittent la Bulgarie encore ottomane pour venir s’installer en Bessarabie où ils remplacent les Turcs et les Tatars musulmans, qui vivaient auparavant dans les rayas, et qui, chassés par le général Koutouzoff, s’étaient réfugiés en Dobroudja et autour de Varna dans l’Empire ottoman. En échange de l’extinction de toute revendication ottomane, Alexandre Ier accepte de verser une compensation pour la perte des terres et des troupeaux turcs et tatars du Boudjak, offertes aux nouveaux colons. Bulgares et Gagaouzes sont comptés ensemble dans plusieurs recensements. La capitale culturelle des Bulgares du Boudjak est la ville de Bolhrad, celle des Gagaouzes la ville de Comrat. Au XXIe siècle, les Bulgares sont la deuxième communauté du Boudjak juste après les Ukrainiens.

### Allemands

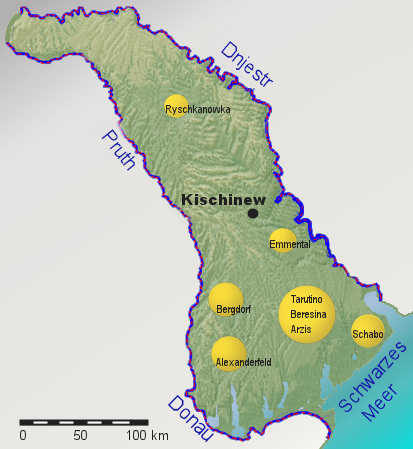
Principales colonies allemandes en Bessarabie.

Les colons allemands, invités par le Tzar, venaient des régions orientales de l’Empire allemand, du Wurtemberg, de Souabe et de Bavière. Ils arrivèrent en Bessarabie par vagues successives entre 1814 et 1842.
En 1814, les Allemands fondèrent dans le sud de la Bessarabie leur première colonie : Taroutino, aujourd’hui Taroutyne. À partir de 1815, plusieurs autres colonies allemandes furent créées : beaucoup portaient des noms de victoires russes sur Napoléon, en Russie (Berezino aujourd’hui Berezyne, Borodino aujourd’hui Borodyne) mais aussi en France (Arcis-sur-Aube aujourd’hui Artsyz, Brienne aujourd’hui Briyan', La Fère Champenoise aujourd’hui Chervone, Paris aujourd’hui Veselyi Kut).
Ainsi, 24 colonies allemandes ont été établies dans les années 1814-1842. En 1856, 25 159 Allemands vivaient dans le pays. Initialement regroupés dans le sud de la province, les Allemands se répandront dans les régions centrales de la Bessarabie et y prospéreront jusqu’en 1940.

### Juifs

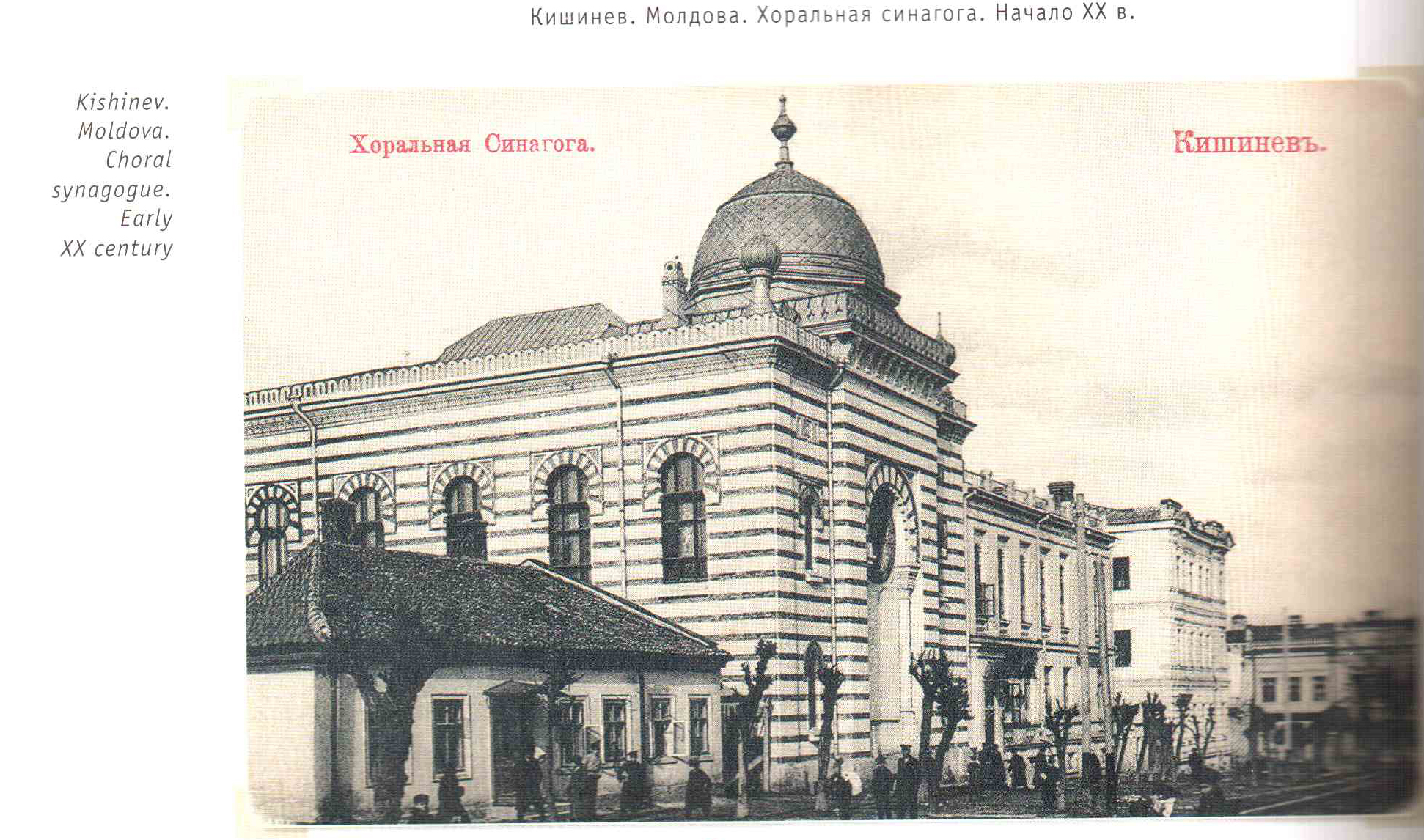
La synagogue chorale de Chișinău consacrée en 1913, transférée en 1949 au Théâtre dramatique russe „Anton Tchékhov” de Chișinău et remplacée par un bâtiment moderne en 1972.

Avant l’annexion russe de 1812, les juifs moldaves étaient pour partie des ashkenazes venus de Pologne comme Jacob Frank, mais la plupart étaient des juifs ottomans romaniotes, qaraïtes ou dönme, et ils étaient peu nombreux, quelques dizaines de milliers, dont des dynasties hassidiques comme celle de Sculeni. Il y avait des synagogues a Bălți (les juifs de cette ville étaient surnommés Belcer ou Belzer comme Nissi « Belzer »), Sculeni, Orhei, Chișinău, Tighina, Reni, Bolhrad, Ismail, Chilia, Tatarbounary et Cetatea Albă. Après l’annexion russe, la Bessarabie fut incluse dans la « zone de Résidence » où les Juifs étaient autorisés à vivre, et leur nombre passa à 228 200 personnes en 1897, pour la plupart d’origine ashkénaze russe ou polonaise et parlant yiddish et russe.
Parmi les colons Juifs russophones, on trouve des agriculteurs venus des shtetlech d'Ukraine fuyant les pogroms, mais aussi des artisans et commerçants de Galicie et de Pologne russe qui fondent parfois leurs propres villes, comme « Romanovka » (Romanówka/Романовка) créée en 1849 et ainsi nommée en l’honneur de la dynastie russe des Romanov : c’est un bourg marchand où Allemands de Bessarabie et cosaques devenus fermiers viennent vendre leurs produits agricoles et trouver des outils et vêtements d’importation, et qui devient dans les années 1870 un nœud de chemins de fer qui voit s’y installer des scieries et une fabrique de meubles. La colonisation agricole juive en Bessarabie est stoppée en 1889 par le même oukaze qui leur interdit désormais de posséder de la terre : de nombreux juifs se tournent alors vers la viticulture, la panification, le commerce, l’artisanat et les métiers du bois et du transport.
L’antisémitisme se propagea dans la zone de Résidence (Bessarabie comprise) où les Juifs étaient les plus nombreux et où, cent ans plus tôt, ils avaient affermé les grandes propriétés foncières de l’aristocratie polonaise et des boyards moldaves, où travaillaient les serfs ukrainiens et moldaves orthodoxes, que des popes excitaient contre les « tueurs du Christ ». En Bessarabie, le premier pogrom fut perpétré en 1862 à Akkerman par les marchands et affréteurs grecs de la ville, concurrents commerciaux directs des juifs. Deux autres pogroms eurent lieu à Chișinău en 1903 et 1905 à la suite de rumeurs lancées par les journaux russes Бессарабец (Bessarabets, signifiant « Le Bessarabien ») de Pavel Krouchevan, et Свет (Svet, « Lumière »), qui inventent des « crimes rituels » juifs : une cinquantaine de Juifs furent tués, 92 grièvement blessés, plus de 500 légèrement blessés et 700 immeubles et commerces pillés et dégradés,,, ce qui déclenche un mouvement d’émigration des Juifs bessarabiens vers l’Europe occidentale (cas d’Abram Neiman) et vers les États-Unis.

### Cas du Boudjak

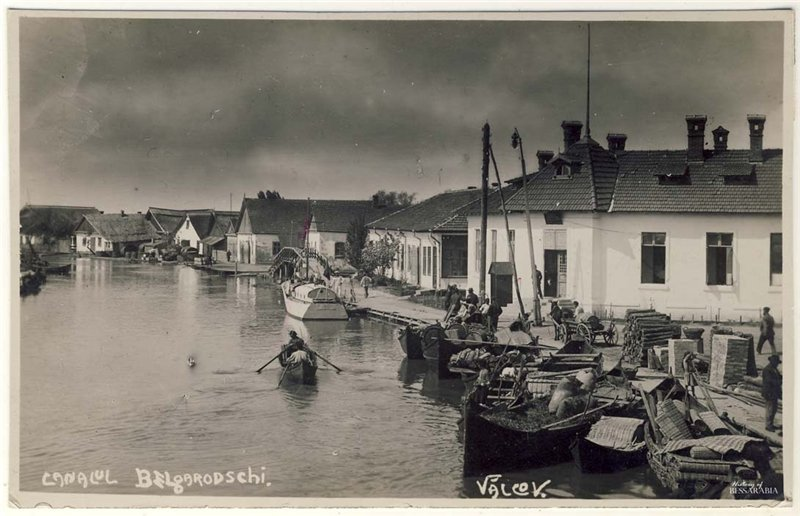
La bourgade lipovène de Vylkove dans le Boudjak, dans les années 1930.

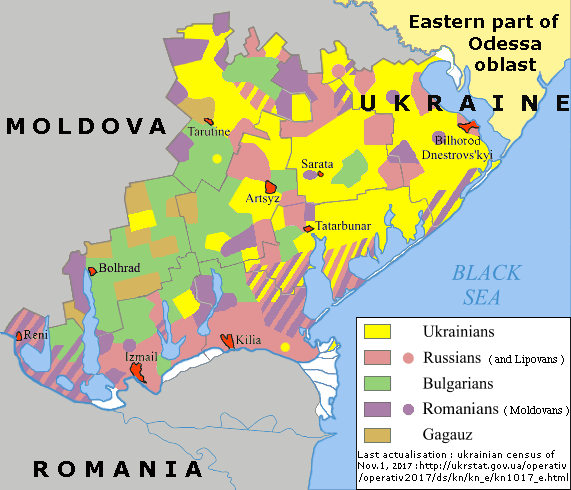
Carte de la distribution actuelle des langues dans le Boudjak.

Jusqu’en 1812, le territoire de la principauté de Moldavie situé entre la rivière Prut et le Dniestr n’avait pas de nom particulier, tandis que les rayas ottomanes de Reni, Izmail, Chilia, Bender (Tighina) et Akkerman étaient nommées « Bessarabie » par les auteurs chrétiens et « Boudjak » par les Ottomans. Mais après l’annexion russe de 1812, le nom de « Bessarabie » fut étendu à toute la région moldave située entre le Prut et le Dniestr. La population du Boudjak comptait alors environ 43 000 habitants Moldaves, Tatars, Turcs, Pontiques et Lipovènes. Les Moldaves roumanophones étaient en majorité relative mais la partie centrale, la steppe pontique où les Tatars élevaient leurs chevaux et leurs ovins, était vide d’habitants sédentaires. Sous l’effet des mesures favorables à la colonisation prises par l’Empire russe après l’expulsion des Tatars et des Turcs vers la Dobroudja, le Boudjak devint une véritable mosaïque de langues et de communautés, et la steppe pontique fut parsemée de villages sédentaires essentiellement gagaouzes, bulgares et allemands. Ainsi, la colonie suisse de Șaba fut fondée en 1822 au bord du liman du Dniestr sur les rives de la mer Noire par des Suisses originaires du canton de Vaud sous les auspices du tzar Alexandre Ier de Russie, et poursuit son existence jusqu’en 1940 : les colons vaudois, principalement des vignerons, y développèrent la tradition viticole.
En 1827, selon les statistiques, la population du Boudjak était répartie comme suit : Roumains 33,6%, Bulgares et Gagaouzes 22,8%, Ukrainiens 19,4%, Russes et Lipovènes 9,1%, Allemands de Bessarabie 5,7%, Polonais 2,9%, Juifs 2,4%, Grecs 1,9%, Arméniens 0,9%, autres 1,3%. Cependant, dans la plupart des cas, les proportions resteront les mêmes tout au long de la première moitié du siècle, les Roumains détenant toujours la majorité relative (un tiers de la population) dans cette région. La situation s’inverse en 1859 alors que la population du Boudjak atteint 297 642 habitants, cette fois en majorité Bulgares, Gagaouzes, Russes, Ukrainiens et Allemands.
En février 1877, alors que les rives danubiennes et pontiques de la Bessarabie méridionale avaient été restituées par l’Empire russe à la principauté de Moldavie en 1856 et que celle-ci avait formé la Roumanie (par union avec la principauté de Valachie) en 1859, le préfet du județ d’Izmaïl informa le Premier ministre roumain, Ion Brătianu, que les habitants de ce județ moldave se partageaient en six communautés sensiblement égales (environ 15% chacune) : les Russes dont les Lipovènes (principale communauté), les Roumains moldaves, les Bulgares, les Gagaouzes, les Ukrainiens et les Tsiganes. Dans le județ voisin de Cahul, les Roumains étaient en revanche largement majoritaires, avec 81%, au côté des Gagaouzes représentant 11% et des Russes et Ukrainiens avec 8%. Enfin dans le județ de Bolhrad on trouvait 48% de Bulgares, 45% de Roumains et 7% de Russes et Ukrainiens.
Après la ré-annexion de la Bessarabie méridionale par la Russie en 1878, le processus de « dé-moldavisation » de la région se poursuivit car au dernier recensement russe de 1897, 704 436 habitants vivaient au Boudjak où les Roumains ne représentaient plus qu’un quart de la population. La proportion de roumanophones a aussi diminué en raison des unions mixtes, comme en témoigne un dicton populaire moldave du XIXe siècle, cité par le poète Vasile Alecsandri : Ce ne facem fetelor ? c-au venit Cazacii ! ne ridică fustele, și ne dau jos cracii ! (« Qu'est-ce qu'on fait, les filles ? les Cosaques sont là ! ils soulèvent nos jupes, et descendent nos bas ! »), et aussi la chanson soviétique de 1940, Brunette moldave, qui encourage de telles unions.

## Données statistiques
| Ethnie            | 1817    | 1817    | 1856    | 1856    | 1897      | 1897      |
| Ethnie            | Nombres | %       | Nombres | %       | Nombres   | %         |
| ----------------- | ------- | ------- | ------- | ------- | --------- | --------- |
| Moldaves/Roumains | 377,200 | 76,4    | 676.100 | 68,2    | 920.900   | 47,6      |
| Ukrainiens        | 43.000  | 8,7     | 126.000 | 12,7    | 382.100   | 19,7      |
| Juifs             | 22.100  | 4,5     | 78.800  | 7,9     | 228.200   | 11,8      |
| Russes            | 10,000  | 2,0     | 20.000  | 2,0     | 155.800   | 8,0       |
| Bulgares          | 25.200  | 5,1%    | 48.200  | 4,9%    | 103.500   | 5,3       |
| Gagaouzes         | 25.200  | 5,1%    | 48.200  | 4,9%    | 56.000    | 2,9       |
| Allemands         | 6.600   | 1,4     | 24.200  | 2,4     | 60.200    | 3,1       |
| Tsiganes          | 3.500   | 0,7     | 11.500  | 1,1     | 8.600     | 0,5       |
| Grecs             | 3.200   | 0,6     | 3.000   | 0,3     | 2.700     | 0,1       |
| Armeniens         | 2.700   | 0,5     | 2.700   | 0,3     | 2.100     | 0,1       |
| Autres            | –       | –       | 1.400   | 0,1     | 17.000    | 0,9       |
| Total (loc.)      | 493.500 | 493.500 | 991.900 | 991.900 | 1.935.400 | 1.935.400 |

## Seconde Guerre mondiale et colonisation soviétique
Après s’être constituée brièvement en République démocratique moldave en 1917 à la faveur de la Révolution russe, la Bessarabie était devenue roumaine en 1918, mais en 1940, elle fut occupée par l’URSS selon les dispositions secrètes du pacte Hitler-Staline tandis qu’en Roumanie, le roi Carol II qui avait combattu par les armes les fascistes roumains, doit abdiquer peu après l’effondrement de la France qui, le 13 avril 1939, avait garanti les frontières roumaines. Le 26 juin 1940, l’URSS intime à la Roumanie un ultimatum de 48 heures pour lui céder la Bessarabie. Le 28 juin 1940, sans attendre le terme de l’ultimatum, l’Armée rouge entre en Bessarabie que l’URSS annexe et partage en trois : le nord et le sud, anciennes rayas ottomanes d'avant 1812 où la politique de colonisation des Sultans puis des Tzars avaient rendu les Moldaves minoritaires, sont rattachés à la République socialiste soviétique d'Ukraine ; le centre, où ils étaient restés majoritaires, du moins dans les campagnes, forme la République socialiste soviétique de Moldavie. Dans la période 1940-1941 et 1944-1975, une nouvelle colonisation soviétique commence, beaucoup plus intense grâce à l’utilisation de moyens de transport modernes, qui servirent aussi à déporter hors de Bessarabie environ 330 000 autochtones.

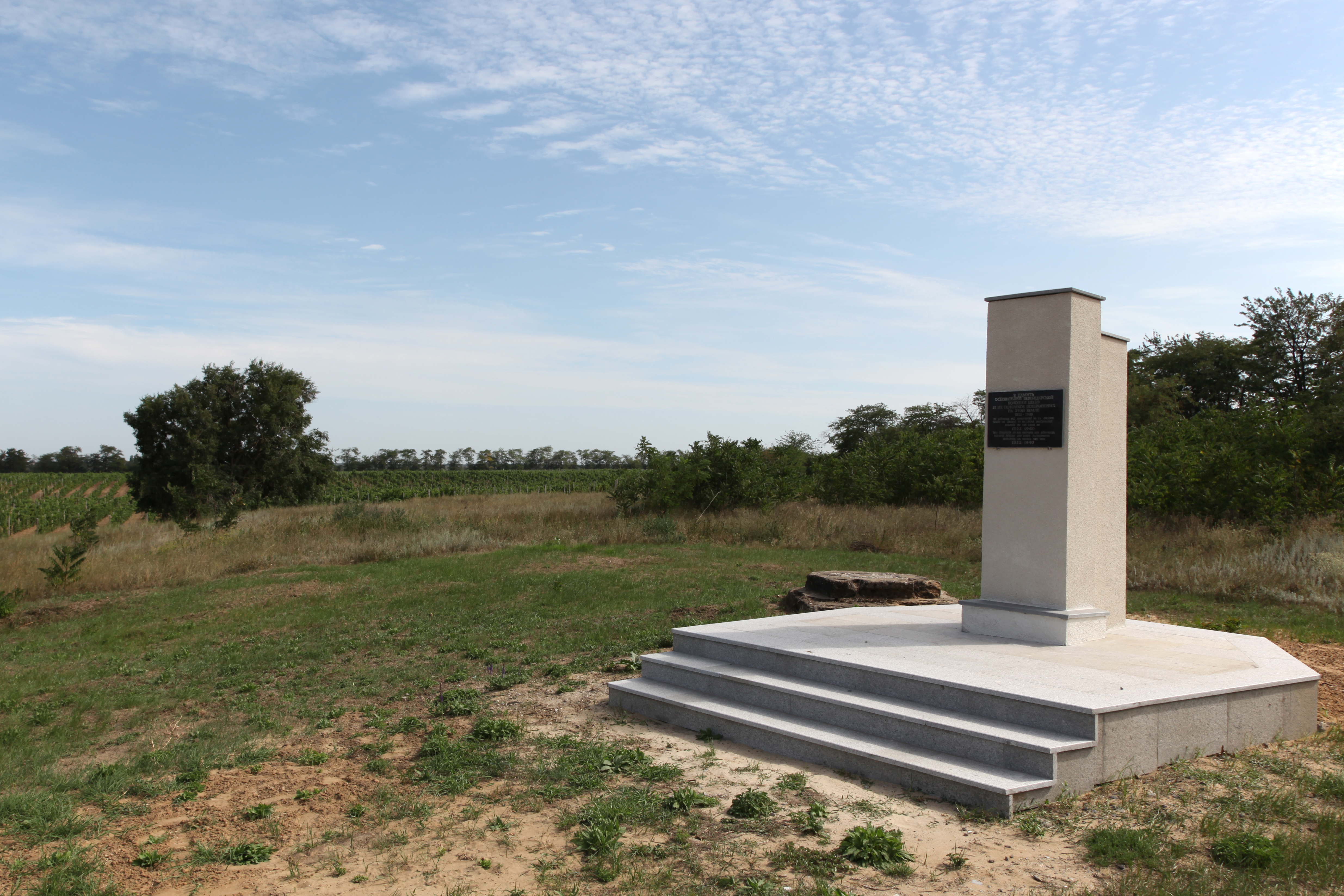
Mémorial (2012) de l'ancien cimetière suisse de Șaba (détruit en 1944 : on aperçoit encore à côté le socle d'une ancienne stèle).

Le colon soviétique, le plus souvent russe ou ukrainien, mais pas seulement, ne peut communiquer avec les autres communautés qu’en russe, officiellement « langue de communication interethnique » (язык межнационального общения) de la nouvelle république et unique langue de l’enseignement secondaire et supérieur. Il se voit offrir un emploi et un logement, mais pas de propriété particulière ni d’exemption de taxes. Il peut être volontaire (la position méridionale de la Bessarabie en URSS et la facilité à s'y procurer vins, fruits et légumes frais attirent beaucoup de monde) ou non (le travailleur soviétique va là où l’administration l’envoie et ne discute pas les ordres).
Les déportations soviétiques ne visent pas seulement les autochtones de Bessarabie, mais aussi les réfugiés de toute origine ayant fui avant-guerre les persécutions, le Goulag et les famines soviétiques pour passer en Bessarabie roumaine où ils avaient été accueillis par l’Office Nansen, et qui n’avaient pas pu s’en aller avant l’annexion du pays par l’URSS. Certains colons ne furent pas non plus épargnés : ce fut le cas des russes blancs, des fermiers russes descendant des cosaques du Danube qui avaient refusé de soutenir les bolcheviks de Bessarabie en 1918-19 et en 1924, ainsi que des colons suisses de Șaba qui n’avaient pas eu le temps de s’enfuir vers la Suisse et qui furent tous déportés avec leur maire, né en Suisse, sauf quelques-uns qui furent massacrés sur place (une stèle marque l’emplacement de la fosse commune redécouverte après la dislocation de l'URSS).
Selon les dispositions du pacte Hitler-Staline, les Allemands de Bessarabie furent presque tous rapatriés de force dans le Troisième Reich où ils furent installés dans le Wartheland. Ils étaient alors environ 140 000 personnes. L’été 1940, le roi roumain Carol II qui avait combattu par les armes les fascistes roumains est chassé du pays et remplacé par un régime fasciste et antisémite dont l’homme fort est le maréchal Ion Antonescu qui, à peine nommé chef de l’État, s’allie avec l’Allemagne. Le martyre des Juifs bessarabiens commence un an plus tard, lors de l’attaque allemande et roumaine contre l’URSS : Antonescu récupère la Bessarabie, mais accuse tous les juifs bessarabiens en bloc d’être des « suppôts du bolchévisme » et ordonne leur extermination. Les deux tiers des Juifs bessarabiens périssent.
Après la guerre, les propriétés désertées de tous ces déportés, autochtones ou colons, furent collectivisées, des kolkhozes étant constitués avec les nouveaux colons soviétiques (souvent des paysans restés sans domicile à la suite des crimes de guerre nazis en Union soviétique).

## Conséquences
Par la politique de colonisation des autorités d’abord tsaristes, puis soviétiques, la Bessarabie, initialement moldave, est devenue une contrée multiethnique. Si, en 1817, les Roumains constituaient plus de 75% de la population totale, le dernier recensement tsariste a enregistré une diminution de la proportion de Roumains en dessous de 48% (47,6%). Mais les données statistiques obtenues par les responsables russes du XIXe siècle, connues par leur politique de russification et d’oppression des minorités, ne peuvent être considérées comme exactes. Ainsi, en 1912, Nikolai Lachkov dans son ouvrage anniversaire intitulé Cent ans du passage de la Bessarabie à la Russie, 1812-1912 affirme que : « le peuple le plus ancien en Bessarabie sont les Moldaves, selon des données officielles en proportion de 48% mais en fait, les Moldaves représentent 70% de la population totale ». La Bessarabie, ayant changé de mains trois fois au cours de la guerre, et où le front s’est trouvé de mars à août 1944, est une région qui en a démographiquement beaucoup souffert. Selon les rapports des ministres Krouglov et Béria à Staline, exhumés par l’historien Nikolai Bougai, et selon les données des recensements, de 1940 à 1950 la région a perdu un tiers de sa population, passant de 3 200 000 personnes selon le recensement roumain de 1938, à 2 229 000 selon le recensement soviétique de 1950.
Donc 971 000 personnes ont disparu en dix ans :
- 140 000 Allemands de Bessarabie ont été déportés en juillet 1940 vers l’Allemagne en application du Pacte germano-soviétique ;
- 120 000 « réactionnaires » (dont environ 70 000 Moldaves roumanophones, mais aussi des « Russes blancs » et autres colons ou réfugiés ayant fui l'URSS) ont été déportés par les Soviétiques entre le 28 juin 1940 et le 22 juin 1941 (dans la seule nuit du 13 juin 1941, 13 470 familles, comprenant 22 648 personnes, dont approximativement deux tiers de femmes et enfants)[31] ;
- 230 000 Juifs ont été soit massacrés par le régime du maréchal Ion Antonescu, soit ont fui vers l’URSS et ne sont jamais revenus, qu’ils s’y soient établis ou qu’ils y aient été rattrapés par la Wehrmacht puis tués par les Einsatzgruppen ;
- 250 000 Moldaves roumanophones ont été déportés par les soviétiques entre 1944 et 1948 ;
- 150 000 personnes sont mortes entre 1946 et 1947 à la suite de la famine provoquée par les réquisitions soviétiques ; politique déjà appliquée en Ukraine voisine dans les années 1920-1930 (Holodomor)[32],[33] ;
- 11 324 familles sont déportées au Goulag dans la nuit du 5 au 6 juillet 1949 et les nuits suivantes, en majorité sur critère religieux (popes, « vieux-croyants », églises néo-protestantes, catholiques)[34].

En 1950 de tous ces « indésirables » ou « nuisibles » déportés hors du pays, 49 000 étaient encore en vie sur les lieux de leur déportation (toujours dans Bougaï).
Les autochtones moldaves ont surmonté en partie leurs pertes démographiques par une forte natalité (aujourd’hui en baisse, mais jadis l’une des plus fortes de l’ancienne URSS - Jacques Fournier parlait de compétition entre la natalité des autochtones et la colonisation), de sorte que si l’on fait la moyenne de la proportion de Moldaves/Roumains (ils peuvent se déclarer sous l’une ou l’autre identité lors des recensements) entre la partie de République de Moldavie située à l’ouest du Dniestr, l’oblast de Tchernivtsi et le Boudjak ukrainiens (soit la Bessarabie des années 1812-1945), on obtient sensiblement les mêmes pourcentages qu’en 1930.
Les Juifs ayant survécu aux crimes du régime Antonescu sont redevenus citoyens soviétiques après la retraite des armées allemande et roumaine, en août 1944. Quelques-uns restent en Bessarabie comme le compositeur David Gherşfeld, le musicologue Arkady Luxemburg, l’acteur Iliya Klyaver (ro), le poète et journaliste Efim Krimerman (ro), le chanteur-compositeur Ian Raïbourg (ro), le député Oleg Reidman (ro) ou l’entraîneur Vlad Tzinkler (ro), mais la plupart préfèrent émigrer au fil des ans vers Israël : c’est entre autres le cas de la famille d’Avigdor Lieberman. Une partie de ceux-ci choisit ensuite les États-Unis (par exemple à « Little Odessa »). Après la dislocation de l'URSS en 1991, d’aucuns reviennent en Bessarabie après en être partis, et d’autres Juifs bessarabiens nés en Israël, « font alya en Moldavie » comme Ilan Șor, élu maire d’Orhei et chef d'un mouvement politique à son nom, qui prospère dans le commerce et en politique.
Dans le Boudjak à présent ukrainien, sur les 617 200 habitants recensés en 2001, les Ukrainiens (248 000, 40 %) et les Bulgares (129 000, 21 %) étaient les principales communautés ; les 78 300 Moldaves ou Roumains étaient 13%. Les Bulgares sont majoritaires dans les raïons d’Arșița ou Artsyz (39 %), de Palada ou Bolhrad (61 %) et de Tarutino ou Taroutyne (38 %), les Roumains dans le raion de Reni (49 %) et les Russes dans la ville d’Izmaïl (44 %). Dans le raion d’Ismaïl, 29 % de la population est ukrainienne, 28 % roumaine et 26 % bulgare. Dans le raïon de Sarata, la population roumaine semble avoir augmenté de 154 % ; en réalité, ce phénomène est un indicateur des progrès de la démocratie en Ukraine occidentale : les habitants ne craignent plus de se déclarer Roumains, alors qu’auparavant ils préféraient se déclarer Ukrainiens ou bien, jusqu’au conflit russo-ukrainien de 2014, Russes.